# 萨莱尔 (康塔尔省)
萨莱尔（法語：Salers，法語發音：[salɛʁ]），又称萨莱，是法国康塔尔省的一个市镇，位于该省西部，属于莫里亚克区。

## 地理
萨莱尔（45°8'17"N, 2°29'39"E）面积4.85 平方千米，位于法国奥弗涅-罗讷-阿尔卑斯大区康塔爾省，该省份为法国中南部省份，位于法國中央高原中心，北起科雷兹省、上盧瓦爾省和多姆山省，西接洛特省和科雷兹省，南至阿韦龙省和洛特省，东临上盧瓦爾省和洛泽尔省。
与萨莱尔接壤的市镇（或旧市镇、城区）包括：圣博内德萨莱尔、圣保罗德萨莱尔。

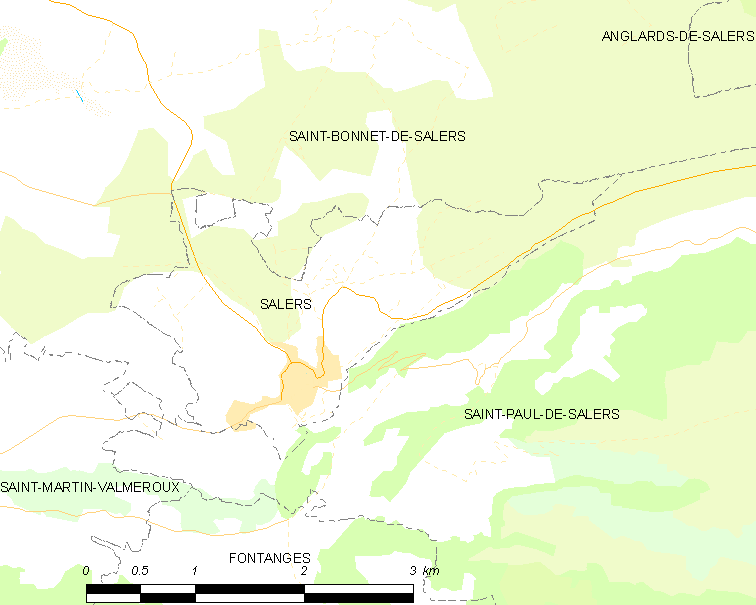
的OSM定位图

萨莱尔的时区为UTC+01:00、UTC+02:00（夏令时）。

## 行政
萨莱尔的邮政编码为15140，INSEE市镇编码为15219。

## 政治
萨莱尔所属的省级选区为莫里亚克县。

## 人口

1962-2008年间人口变化图示

萨莱尔于2022年1月1日时的人口数量为312人。